# Кашафутдинов, Илья
Илья́ Кашафутди́нов (Ильги́з Ба́риевич Кашафутди́нов; 1936, Казань — 2006, село Павловская Слобода, Московская область) — советский и российский русскоязычный писатель татарского происхождения, журналист, фотограф.

## Биография
Родился в Казани, детство провёл в Куйбышеве. После окончания учебного отряда подводного плавания в Ленинграде был зачислен в экипаж одной из подводных лодок Черноморского флота ВМФ СССР. После перевода на север и демобилизации начал работать журналистом в газете «На страже Заполярья». Занимался в одном литературном объединении с Николаем Рубцовым. В 1961 году переехал в Рязань, где работал специальным корреспондентом в молодёжной газете. В 1963 году поступил на заочное отделение Литературного института, который окончил в 1972 году. В 1965 году дебютировал в журнале «Дружба народов» с повестью «Тоскую по океану» (название впоследствии было изменено на «Гавань надежды»). В 1969 году после публикации книги «Год неспокойного солнца» был принят в Союз писателей СССР. Член ПЕН-клуба (c 1992).
В советское время был известен прежде всего как автор книг «о людях, лошадях и собаках».
Самый плодотворный писательский период Кашафутдинова пришёлся на Обнинск, где он жил и работал в 1970—1990-е гг..
Одновременно с журналистикой занимался фотографией, был известен как профессиональный фотограф. В частности, работал фотокорреспондентом в обнинской газете «Вперёд».
Соавтор сценария (совместно с Зигмундом Маляновичем и Виктором Туровым) советско-польского фильма «Высокая кровь» (1989) по собственной одноимённой повести 1974 года.
Последние десять лет жил и умер в Павловской Слободе Московской области.

## Цитаты
Илья Кукулин, 2001:
Рассказ Ильи Кашафутдинова «Вкус греха» — трогательная сцена, как деревенский дед приводит вязать беспородную, но душевную сучку к старому интеллигенту, у которого сенбернар. У стариков — рассказы о непонимании в любви, у псов — тоже непонимание, но на собачьем уровне.
Владимир Бойко, 2010:
...У газеты «Вперёд», нынешнего «Обнинска», на самом деле довольно яркая история. В 60-е газету делали настоящие профессиональные писатели. Лохвицкий, Кашафутдинов, Лысцов… Жаль, мало кто сейчас в Обнинске помнит эти имена. Им, конечно, приходилось гнать и всякую партийную хрень, тогда без этого было нельзя, но в целом литературный уровень газеты был необыкновенно высоким — нам, нынешним, до них далеко…

### Публикации Ильи Кашафутдинова

#### Книги
- Бортовой 408: Повесть. — Тула: Приокское книжное издательство, 1971. — 119 с.
- Последний снег: Повести и рассказы. — М.: Современник, 1975. — 252 с.
- Чёрная тропа: Повести и рассказы. — М.: Современник, 1982. — 384 с. — (Серия «Новинки „Современника“»).
- Львы в соломе: Рассказы. — Тула: Приокское книжное издательство, 1984. — 169 с.
- Глубина: Повести. Рассказы / Послесл. А. Руденко-Десняка. — М.: Известия, 1984. — 557 с. — 268000 экз. — (Серия «Библиотека „Дружбы народов“»).
- Высокая кровь: Повесть / Перевод с рус. И. Бака. — Ужгород, Будапешт: Карпати: Издательство им. Ф. Моры, 1985. — 145 с. — (На русском и венгерском языках).
- Высокая кровь: Повесть. — М.: Детская литература, 1988. — 109 с. — ISBN 5-08-001053-3
- Красный волк: Повесть. — М.: Советский писатель: КРПА «Олимп», 1991. — 185 с. — ISBN 5-265-02581-2

#### Отдельные публикации
- Кашафутдинов Илья. «Верни мне сына…»: Рассказ // Литературная Россия. — 1977. — 9 сентября (№ 37). Архивировано 8 декабря 2015 года.
- Тайная вечеря. Приказано стрелять. Рассказы // Московский вестник. — 1992. — № 6.
- О Пушкине // Литературная Россия. — № 22. — 1 июня 2001 года.
- Николай Рубцов Архивная копия от 7 марта 2012 на Wayback Machine // Литературная Россия. — 9 августа 2002 года.

### Об Илье Кашафутдинове
- Кашафутдинов Ильгиз (Илья) Бариевич // Они учились в Литинституте: Материалы к биобиблиографическому справочнику студентов дневного и заочного отделения и слушателей Высших курсов Литературного института им. А. М. Горького. 1933—2006 / Редактор-составитель Б. Л. Тихоненко. — М.: Литературный институт имени А. М. Горького, 2006. — С. 178.
- Огрызко В. В. Кашафутдинов Илья (Ильгиз) Бариевич // Огрызко В. В. Русские писатели. Современная эпоха. Лексикон. — М.: Литературная Россия, 2004. — С. 228.
- Чупринин С. И. Кашафутдинов Илья (Ильгиз Бариевич) // Чупринин С. И. Новая Россия: мир литературы: Энциклопедический словарь-справочник: В 2 т. Т. 1: А-Л. — М.: Вагриус, 2003. — С. 609.

## Иконография
- Тихонов Алексей. Портрет Ильи Кашафутдинова. 1976[10]